# 三輪知雄
三輪 知雄（みわ ともお、1899年12月27日 - 1979年12月27日）は、日本の植物学者、生化学者。筑波大学初代学長。

## 来歴
長野県諏訪郡上諏訪町（現諏訪市）出身。旧制諏訪中学（現長野県諏訪清陵高等学校）を経て、1922年（大正11年）に東京高等師範学校理科第三部卒業。千葉県の旧制中学校教諭を経て、同12年（1923年）東京帝国大学理学部植物学科入学、昭和2年（1927年）卒業。
昭和4年（1929年）東京高師講師、同5年（1930年）東京文理科大学助教授、同15年（1940年）教授を経て、同24年（1949年）東京教育大学理学部教授に就任。同29年（1954年）理学部長、同37年（1962年）学長を歴任した。
1972年（昭和47年）、「筑波新大学創設準備室」の室長に就任。東京教育大学の筑波移転に尽力した。
1973年（昭和48年）、筑波大学の初代学長に就任。
1979年（昭和54年）2月24日、国際勝共連合と自民党の国防関係国会議員が中心となり、「スパイ防止法制定促進国民会議」が設立された。呼びかけ人は三輪、木内信胤、朝比奈宗源、宇野精一、郷司浩平、宝井馬琴の6人。
当初はコガネバナの配糖体バイカリの水解酵素バイカリナーゼとエムルシンなどのβグルカナーゼとの間における酵素学的異同の研究を進める一方、海藻類の生化学的研究に着手し、アサクサノリやカワノリの細胞壁多糖組成に関する研究などで業績を上げ、酵素の始原体説を批判するなど、生化学界の重鎮として2期に亘り日本植物学会会長を務めた。
1955年（昭和30年）11月には皇居に招かれて生物学に関する合同進講に出席。「植物生理 ヴィタミンと酵素その関係」と題する進講を行った。
また、文部省教員等待遇改善研究会座長、教員養成審議会長、国立科学博物館評議員会長などの役職も歴任した。

## 著書
- 生物学実験指導書
- 現代生物学大系
- 生命の科学